# Bathycoccaceae
Bathycoccaceae, manja porodica zelenih algi iz reda Mamiellales. Sastoji se od dva roda s tri priznate vrste

## Rodovi i broj vrsta
1. Bathycoccus W.Eikrem & J.Throndsen   1
2. Ostreococcus C.Courties & M.-J.Chrétiennot-Dinet 2